# Danlon-schaaktoernooi
Het Danlon-schaaktoernooi was een schaaktoernooi voor vrouwen dat van 1956 tot 1973 in totaal 17 keer werd georganiseerd. Tot en met 1963 werd het toernooi gehouden in Amsterdam, de latere edities vonden plaats in Emmen. De sponsor van het toernooi was de kousenproductent Danlon.

## Geschiedenis

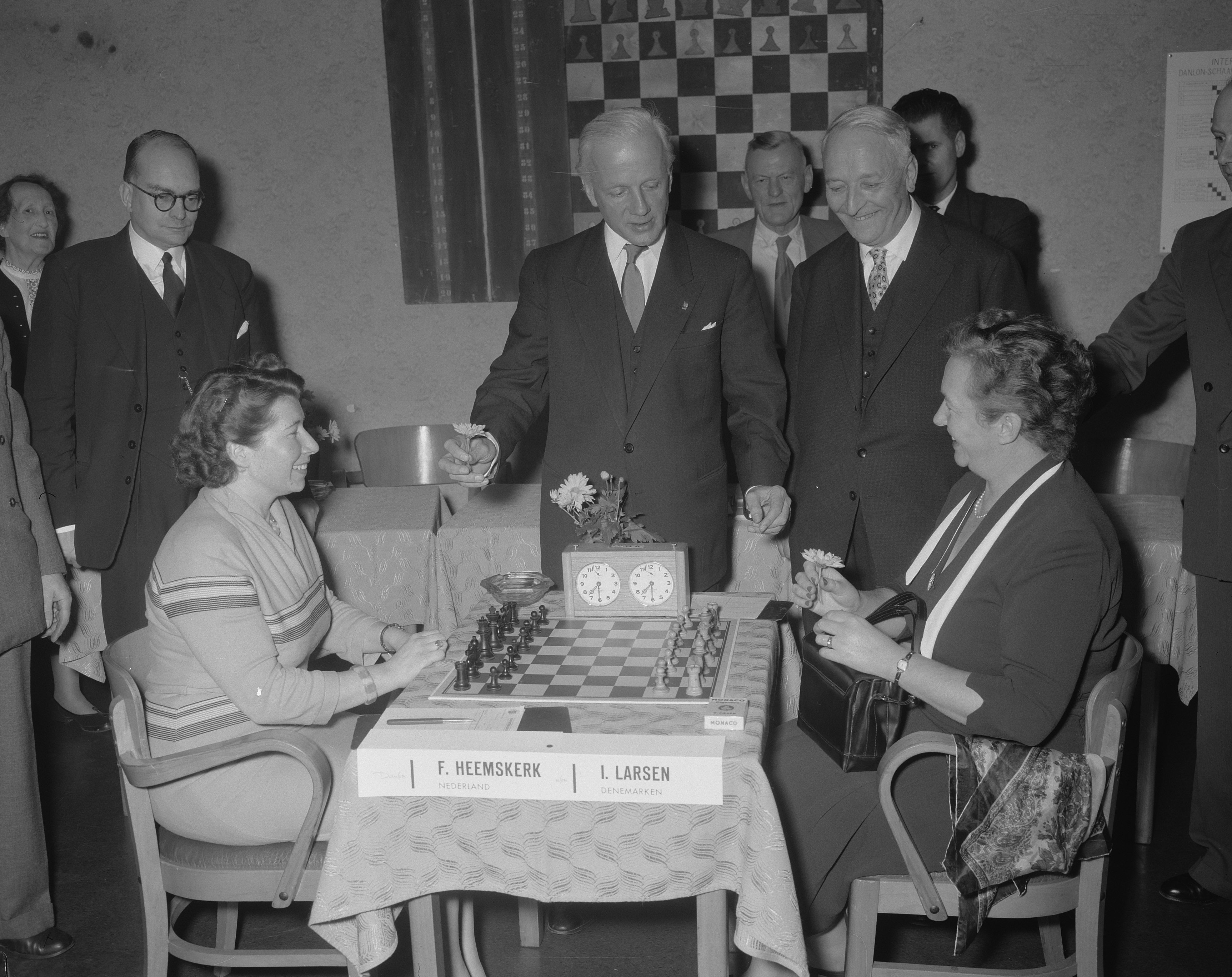
Burgemeester Arnold Jan d'Ailly verricht opening bij het eerste Danlon-schaaktoernooi in 1956. Links Fenny Heemskerk, rechts Ingrid Larsen (Denemarken)

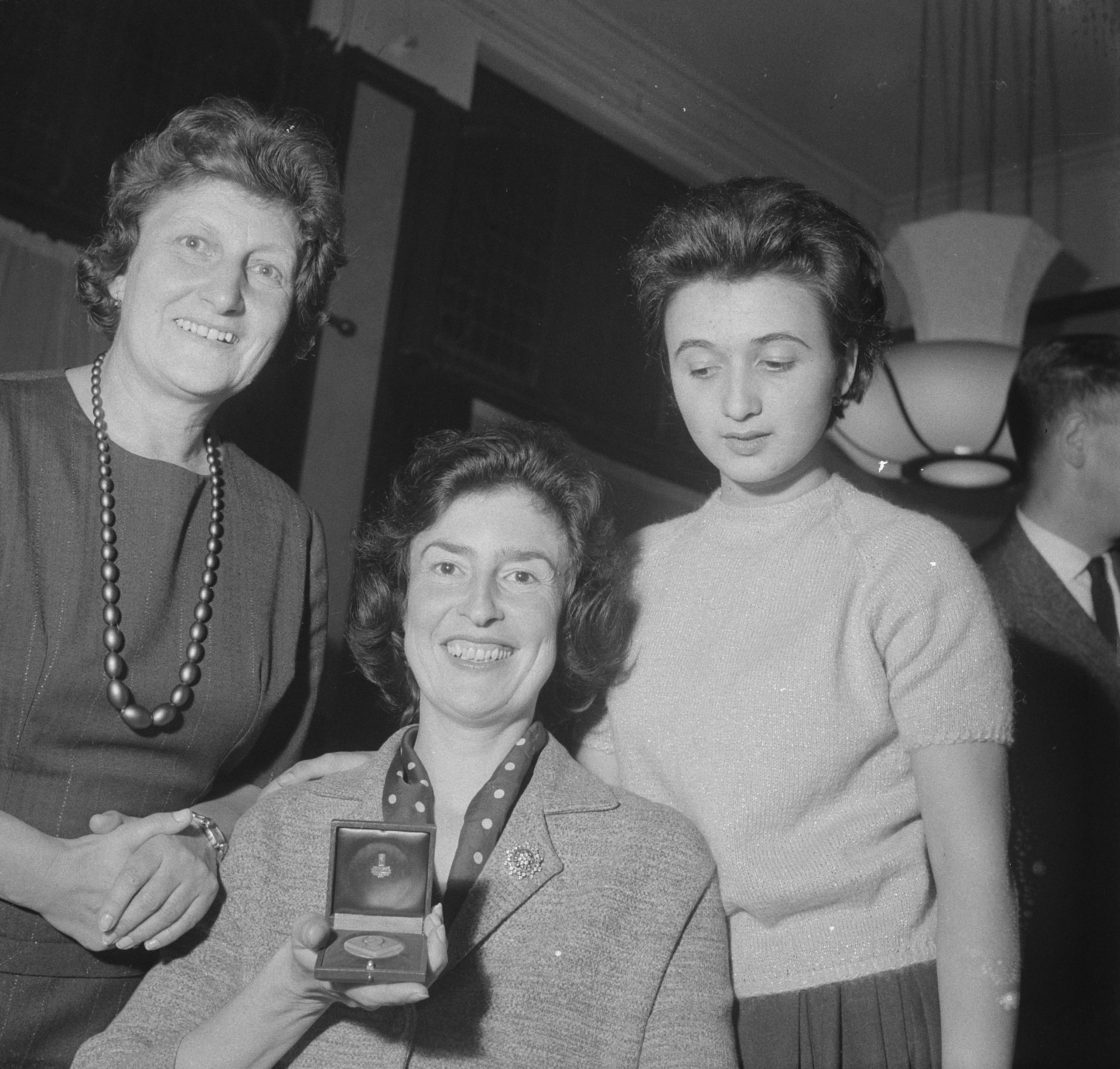
Corry Vreeken, Chantal Chaudé de Silans, Katarina Jovanović tijdens het Danlon-toernooi van 1961.

De eerste editie van het Danlon-schaaktoernooi vond plaats in 1956. Er werd gespeeld in vierkampen verdeeld over zes poules in Café-Restaurant Moderne aan het Leidseplein. De organisatie lag in handen van de Hoofdstedelijke Schaakbond. Chantal Chaudé de Silans en Fenny Heemskerk werden de gedeelde winnaressen van de hoofdgroep.
Vanaf de tweede editie verhuisde het toernooi naar Café-Restaurant De Kroon, waar het tot 1963 georganiseerd zou worden. Het format werd toen ook gewijzigd: Er werd gespeeld in zeskampen. Vanaf 1960 werd het aantal deelneemsters verhoogd tot acht.
In 1964 besloot Danlon het toernooi naar Emmen te halen, waar de kousenfabriek gevestigd was. Het Emmer Schaakgenootschap nam samen met de NOSBO de organisatie op zich.
In 1966 werd er eenmalig geen toernooi gehouden.
Het toernooi werd voor het laatst georganiseerd in 1973. De editie van 1974 werd afgelast omdat hoofdsponsor Danlon in zware omstandigheden verkeerde.

## Overzicht edities[3]
| #  | Jaar | Plaats    | Locatie                   | Winnares                                          |
| -- | ---- | --------- | ------------------------- | ------------------------------------------------- |
| 1  | 1956 | Amsterdam | Café-Restaurant Moderne   | Chantal Chaudé de Silans en Fenny Heemskerk       |
| 2  | 1957 | Amsterdam | Café-Restaurant De Kroon  | Clarice Benini                                    |
| 3  | 1958 | Amsterdam | Café-Restaurant De Kroon  | Milunka Lazarević                                 |
| 4  | 1959 | Amsterdam | Café-Restaurant De Kroon  | Fenny Heemskerk                                   |
| 5  | 1960 | Amsterdam | Café-Restaurant De Kroon  | Jelizaveta Bykova                                 |
| 6  | 1961 | Amsterdam | Café-Restaurant De Kroon  | Chantal Chaudé de Silans                          |
| 7  | 1962 | Amsterdam | Café-Restaurant De Kroon  | Corry Vreeken                                     |
| 8  | 1963 | Amsterdam | Café-Restaurant De Kroon  | Katarina Jovanović en Alexandra Ekatarina Nicolau |
| 9  | 1964 | Emmen     | Danlon-fabriek            | Alexandra Ekatarina Nicolau                       |
| 10 | 1965 | Emmen     | Hotel 't Heerenhof        | Tatjana Zatoelovskaja en Milunka Lazarević        |
| 11 | 1967 | Emmen     | Hotel 't Heerenhof        | Kreta Eretova                                     |
| 12 | 1968 | Emmen     | Hotel 't Heerenhof        | Elisabeta Polihroniade                            |
| 13 | 1969 | Emmen     | Hotel 't Heerenhof        | Milunka Lazarević                                 |
| 14 | 1970 | Emmen     | Hotel Emmen               | Éva Karakas                                       |
| 15 | 1971 | Emmen     | Hotel Emmen               | Vlasta Kalchbrenner                               |
| 16 | 1972 | Emmen     | Hotel Emmen               | Milunka Lazarević                                 |
| 17 | 1973 | Emmen     | Danlon-fabriek (filmzaal) | Vlasta Kalchbrenner                               |